# Republiek zonder republikeinen

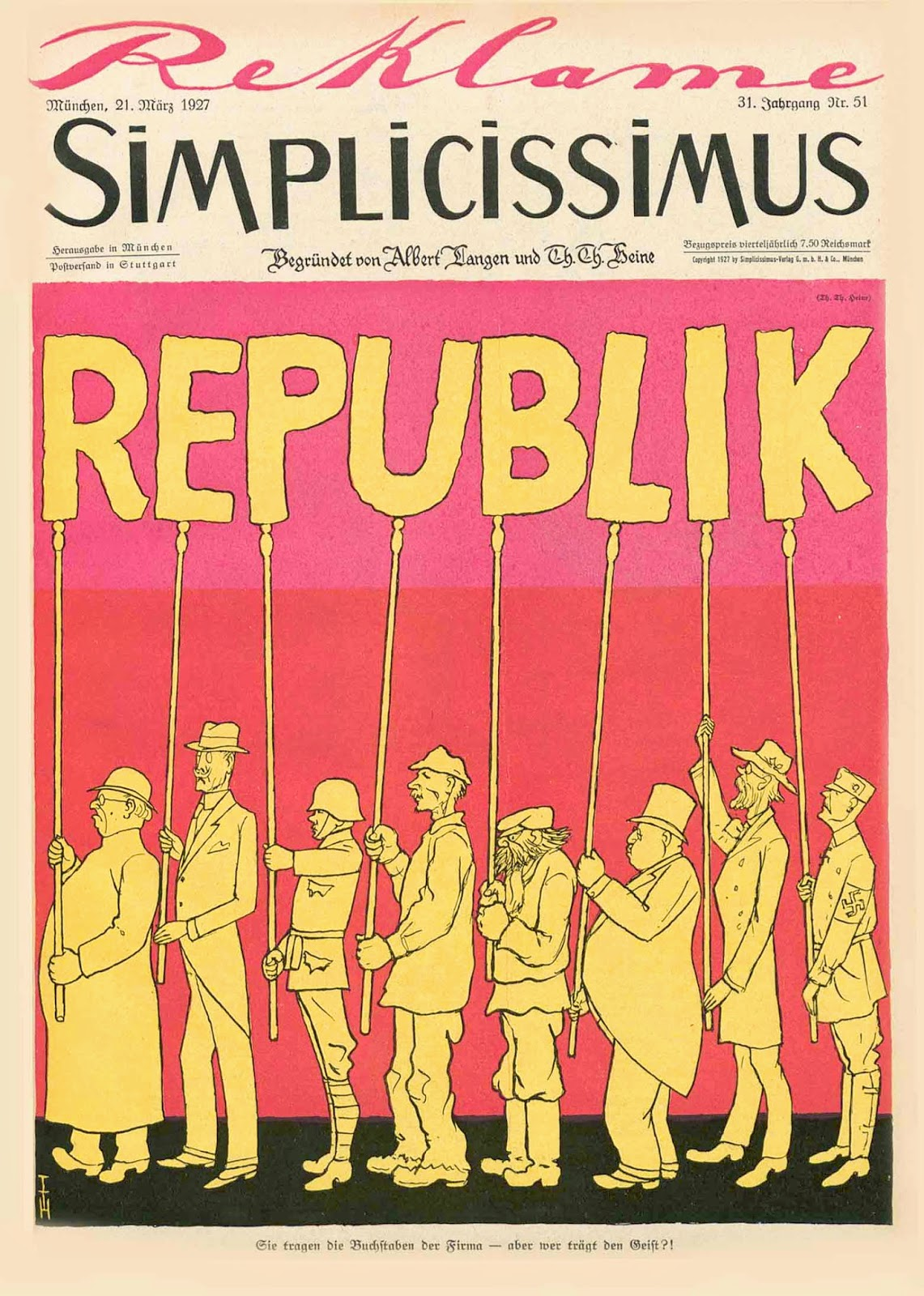
De Simplicissimus-prent uit 1927 die algemeen geassocieerd wordt met een 'republiek zonder republikeinen'.

De term republiek zonder republikeinen verwijst naar een situatie waarin een staat een republiek is, maar er onder de bevolking en/of de politieke elite weinig of geen republicanisme bestaat. In feite zou men een monarchie willen stichten of een verstoten koningshuis in ere willen herstellen, of – in ruime zin – tegen de democratie zijn.
In de geschiedschrijving wordt vooral de Weimarrepubliek vaak als republiek zonder republikeinen betiteld. Volgens professor moderne Europese geschiedenis Jeffrey Herf van de Universiteit van Maryland, College Park komt dat omdat niemand van rechts, centrum en links er echt blij mee was:
1. Rechtse intellectuelen en politieke partijen verwierpen de parlementaire democratie als on-Duits en associeerden de Weimarrepubliek met nationale vernedering en de militaire nederlaag van de Eerste Wereldoorlog;
2. Teleurgestelde sociaaldemocraten zagen zich door de dreiging van een radicaal-linkse communistische revolutie gedwongen om samen met rechts een democratie te grondvesten op sociaal-conservatieve fundamenten;
3. Communisten vonden dat de sociaaldemocraten de arbeidersbeweging hadden verraden, de Weimarrepubliek de sociale omstandigheden nauwelijks verbeterde en zonnen voort op het ontketenen van een revolutie om een radenrepubliek te stichten (zoals in 1919 in München en Bremen kort was gelukt).

Een bekende historische spotprent van Thomas Theodor Heine die deze gedachte van een republikeinloze Weimarrepubliek ondersteunt, verscheen in de Simplicissimus van 21 maart 1927, waarbij Duitsers uit verschillende bevolkingsgroepen de letters "REPUBLIK" vasthouden met het onderschrift: Sie tragen die Buchstaben der Firma – aber wer trägt dem Geist? ("Ze dragen de letters van het bedrijf, maar wie draagt de geest?").
De term is echter al ouder. De Duitse reactionaire monarchist August von Kotzebue noemde reeds in 1804 de Cisrheniaanse Republiek een Republik ohne Republikaner. Bij de opening van het Britse Lagerhuis op 1 februari 1849 zei Benjamin Disraeli, een van de drie Conservatieve oppositieleiders, over de Tweede Franse Republiek:

Look at the state of France, look at the state of the whole centre of Europe... I find in France a Republic without Republicans, in Germany an Empire without an Emperor, and this is progress!!...
(Kijk naar de toestand in Frankrijk, kijk naar het hele midden van Europa... In Frankrijk tref ik een republiek zonder republikeinen aan, in Duitsland een keizerrijk zonder keizer, en dit is vooruitgang!!...)
— Benjamin Disraeli

De term is ook weleens toegepast op de Derde Franse Republiek in 1873.